# عليشاه (سياه منصور)
عليشاه (بالفارسية: علیشاه) هي قرية تقع في إيران في قسم سیاه منصور الريفي. يقدر عدد سكانها بـ 49 نسمة بحسب إحصاء 2016.